# 向海嵐
向海嵐（英語：Anne Heung，1974年10月2日—），籍貫上海市，香港女藝人、前無綫電視女藝員，人稱向海、阿Anne。
1998年，向海嵐參加香港小姐競選，获冠軍而入行。1999年代表香港參選國際華裔小姐，代表香港奪得首個季軍。其後成為千禧年代力捧當家花旦之一，擅長演古裝美人角色，其劇集代表作有《楊貴妃》、《無頭東宮》、《流金歲月》和《胭脂水粉》，其中《無頭東宮》的奸妃一角更令向海嵐演技受到很多讚賞和認同。
隨著音樂劇《我們的青春日誌》已於2024年5月15日順利舉行，她接替好友關寶慧飾演「嚴校長」一角，成為首位參與演出音樂劇的港姐冠軍。

## 背景

### 早年生活
1974年，向海嵐生於香港，在香港島銅鑼灣長大。她是獨生女，自幼父母離異，跟隨身為印尼華僑的母親生活，母親於向海嵐10歲那年改嫁。洋名由母親所取，靈感來自安妮長公主。
向海嵐就讀聖保祿學校小學部及中學部（1986年小六、1991年中五），求學階段曾與朋友參與男子組合草蜢的歌迷聚會和太陽計劃活動。作為理科生的向海嵐負笈加拿大之前，讀書成績中規中矩，而且不是校園的活躍分子。十七歲移民加拿大溫哥華，入讀第11班，即中六年級，成績在地區課程深淺程度存在差異的情況下變得優異，最終如願考入英屬哥倫比亞大學，主修經濟學及心理學。
她與1997年度香港小姐競選冠軍翁嘉穗為加拿大高中兼大學同學，大學畢業後繼續報讀會計課程1年，以便日後到會計師樓實習。修讀期間於1998年受朋友影響參加香港小姐競選，連奪最上鏡小姐、環球美態大獎、動感都會大使，以四料冠軍姿態入行，并加盟無綫電視。其時向海嵐取得冠軍未幾即成為電視台藝員，為期18個月的合約同告生效。她入職無綫電視初年已經獲得機會主持節目如《城市追擊》或其他活動，1999年參選國際華裔小姐，代表香港奪得首個季軍。

### 事業發展
選美活動結束後，向海嵐即獲無綫電視力捧，被安排當藝員訓練班旁聽生。她於1999年開始演員生涯，首次參演的劇集是重頭劇《刑事偵緝檔案IV》，在劇中擔任單元主角。2000年首次擔任女一號，於《楊貴妃》中飾演古代四大美人之一的楊玉環。該劇推出後引起極大迴響，平均收視33點，最高41點，該劇亦令向海嵐成功躋身一線花旦。其後以主角身份參演多套劇集，如《蕭十一郎》、《無頭東宮》、《鳳舞香羅》、《胭脂水粉》、《上海傳奇》等，演技備受觀眾認同。
2006年8月起，她開始在港大兼職修讀法律課程，為期三年。及至2008年，由於公司安排她由主角變配角，導致出現意見分歧，向海嵐離開無綫電視，《建築有情天》為其在無綫最後一部演出的電視劇，同年5月1日正式宣佈告別娛樂圈。而在1999年卸下港姐職務開始，她便加入由歷屆港姐組成的慧妍雅集慈善團體，繼續參與公益活動，並擔任2003年/2004年以及2007年/2008年慧妍雅集會長。之後透過擔任會長時建立人際網絡兼慧妍雅集名譽會長朱玲玲賞識而接觸合作伙伴瑞安集團，適逢集團旗下的上海新天地招聘公關，她前去應徵且獲錄用，往後自2008年起至2013年長駐上海，數年間負責處理忠誠計劃工作。網民表示一直欣賞她特別超群的角色演出，對她退出娛樂圈感到可惜，希望她重回無綫電視拍劇。
2015年，向海嵐客串靈異電影《有客到》以及參演電影《愛在星空下》，又參演一齣由香港導演執導的舞台劇，如是重啟其演藝之路。2016年簽約汪子琦文化傳播有限公司，2017年時隔十年後再次拍攝電視劇，於國內電視劇《何所冬暖，何所夏涼》演出。同年，與蔣志光主演音樂舞台劇《我和青天有個秘密》，大獲好評。她於2018年正式從上海遷回香港居住，加盟亞洲電視，主持清談節目《今晚見》，與友人合資珠寶生意，於中環開設翡翠珠寶店。2019年12月中參與ViuTV的節目《香港親善小姐》，成為同時出現在無綫電視、亞洲電視及ViuTV的藝人。另一方面從2018年起經營珠寶生意，2022年與表姐及表姐夫一同經營保健產品品牌「安迅康 NMN」。
2025年4月13及20日1998年香港小姐競選黃金翡翠台播出。

## 其他

### 姓氏家族
向海嵐祖上本來並非姓向，蓋其祖父自行取向姓。坊間有傳她與向華強家族有親戚關係，但事實上兩者只用同一姓氏而已。又因向海嵐參選香港小姐時，記者曾向向華強求證，向華強對外給予一個較含糊的答案 ─ 家族規模大，或許是同門親戚 ─ 結果令向海嵐和向華強是親戚的錯誤說法不脛而走。2024年，《中年好聲音2》的向氏家族成員、向華榮兒子向展鵬於社交網貼出向海嵐合照，再度成為話題，但他們只是朋友的朋友，並非親戚。

### 感情生活
向海嵐初戀是在剛到加拿大時，跟一位香港移民男同學拍過四、五年拖。2003-2005年，和M8经理人公司高层卢耀威交往，因为性格不合分手。在上海工作時，跟一個同樣派駐當地的香港人短暫拍拖。
此外，向海嵐2000年曾與成龍傳出緋聞，2006年与仁爱堂副主席王政皓傳出緋聞，都被她否认。

### 政治立場
向海嵐曾參與支持港區國安法的聯署。

## 演出作品

### 電視劇（無綫電視）
| 年份   | 劇名           | 角色               | 合作演員                               | 性質           |
| ------ | -------------- | ------------------ | -------------------------------------- | -------------- |
| 1999年 | 刑事偵緝檔案IV | 梁芊芊             | 古天樂、陳錦鴻、宣 萱、郭晉安          | 單元女主角     |
| 2000年 | 楊貴妃         | 楊玉環             | 江 華、吳美珩、郭少芸、袁彩雲          | 第一女主角     |
| 2000年 | 金裝四大才子   | 李鳳姐             | 張家輝、關詠荷、蔡子健                 | 客串           |
| 2001年 | 七姊妹         | 麥秋娟             | 羅嘉良、佘詩曼、江 華                  | 第二女主角     |
| 2001年 | 肥婆奶奶扭計媳 | 蘇美金             | 沈殿霞、江 華、劉 丹                   | 兩大女主角之一 |
| 2002年 | 無頭東宮       | 凌雲／楚楚／靳詩詩 | 陳妙瑛、張兆輝、魏駿傑                 | 兩大女主角之一 |
| 2002年 | 蕭十一郎       | 沈碧君             | 黃日華、邵美琪                         | 第二女主角     |
| 2002年 | 流金歲月       | 桂麗芙（Sabrina）  | 羅嘉良、宣 萱、石 修                   | 第三女主角     |
| 2002年 | 帝女花         | 陳圓圓             | 佘詩曼、馬浚偉、陳 豪、郭羨妮          | 客串           |
| 2003年 | 花樣中年       | 莫曉男             | 方中信、佘詩曼、錢嘉樂、蔣志光         | 第二女主角     |
| 2003年 | 衛斯理         | 劉麗玲             | 羅嘉良、蒙嘉慧、郭晉安、楊 怡          | 單元女主角     |
| 2003年 | 俗世情真       | 裘 莉（Ally）      | 郭可盈、譚耀文、黎耀祥                 | 第二女主角     |
| 2003年 | 鳳舞香羅       | 寶翠瓏             | 陳 豪、江 華、黎 姿、吳美珩            | 第一女主角     |
| 2004年 | 翻新大少       | 郭麗琴（Nicam）    | 歐陽震華、郭羨妮、黎耀祥、楊思琦       | 第二女主角     |
| 2005年 | 心花放         | 章碧芬             | 陶大宇、郭可盈、陳 豪、廖碧兒          | 第三女主角     |
| 2005年 | 胭脂水粉       | 宋雲裳             | 陳 豪、黎 姿、蒙嘉慧、陳敏之           | 第三女主角     |
| 2006年 | 潮爆大狀       | 蘇若菲(Sophie)     | 鄭少秋、蘇玉華、唐 寧、石 修           | 第三女主角     |
| 2006年 | 上海傳奇       | 何水秀             | 苗僑偉、黃宗澤、楊思琦                 | 第一女主角     |
| 2006年 | 迎妻接福       | 江瑪莉／江小惠     | 謝天華、黎耀祥、鍾嘉欣                 | 第二女主角     |
| 2006年 | 強劍           | 慕容晚月（孤月）   | 黃宗澤、鄭嘉穎、廖碧兒、陳敏之、苗僑偉 | 客串           |
| 2006年 | 爸爸閉翳       | 周海嵐             | 歐陽震華、王 喜、蒙嘉慧、楊 怡         | 女配角         |
| 2006年 | 建築有情天     | 張莉（Lily）       | 方中信、伍詠薇、楊 怡、鍾景輝、黎諾懿  | 女配角         |
| 2006年 | 布衣神相       | 米 纖（若蘭）      | 林文龍、楊 怡、姜大偉、胡定欣          | 第三女主角     |

### 電視劇（ViuTV）
| 年份   | 劇集          | 角色       |
| 2024年 | 反起跑線聯盟2 | 李銘基前妻 |

電視劇（中國大陸）
| 年份   | 劇名               | 角色   |
| ------ | ------------------ | ------ |
| 2017年 | 何所冬暖，何所夏凉 | 沈晴瑜 |
| 2022年 | 獅子山下的故事     | 顧曉彤 |

### 電影
| 年份   | 劇名             | 角色     |
| ------ | ---------------- | -------- |
| 2003年 | 血殺             | 徐敏儿   |
| 2015年 | 有客到           | 风骚女士 |
| 2016年 | 愛在星空下(電影) | 沈嘉洁   |

### 綜藝節目（無綫電視）
| 年代   | 節目                                |
| ------ | ----------------------------------- |
| 1999年 | 跨世紀錄香港同心齊共創              |
| 2010年 | 上海世博最知味                      |
| 2019年 | 娛樂大家                            |
| 2021年 | We Miss Hong Kong STAY-cation晉級賽 |
| 2023年 | 超級毛特兒大賽                      |

## 曾獲獎項

### 香港小姐競選
| 年代   | 獎項                       | 結果 |
| ------ | -------------------------- | ---- |
| 1998年 | 香港小姐冠軍               | 獲獎 |
| 1998年 | 最上鏡小姐                 | 獲獎 |
| 1998年 | 環球美態大獎               | 獲獎 |
| 1998年 | 動感都會大使               | 獲獎 |
| 1998年 | 準決賽面試回合優秀表現獎   | 獲獎 |
| 1998年 | 外景拍攝回合優秀表現獎     | 獲獎 |
| 1998年 | 時裝表演回合優秀表         | 獲獎 |
| 1998年 | 名設計師晚裝回合優秀表現獎 | 獲獎 |

### 國際華裔小姐
| 年代   | 獎項             | 結果 |
| ------ | ---------------- | ---- |
| 1999年 | 國際華裔小姐季軍 | 獲獎 |

### TVB周刊最強人氣選舉
| 年代   | 獎項           | 劇集         | 角色   | 結果 |
| ------ | -------------- | ------------ | ------ | ---- |
| 2006年 | 最強人氣奸人王 | 《胭脂水粉》 | 宋雲裳 | 獲獎 |